# Fallbach (Inn, Innsbruck)
Der Fallbach ist ein Bach im Stadtgebiet von Innsbruck, der bei St. Nikolaus von links in den Inn mündet. Er ist nicht zu verwechseln mit dem gleichnamigen Bach, der in Baumkirchen ebenfalls von links in den Inn mündet.

## Geographie

### Verlauf
Der Fallbach entspringt oberhalb des Gramartbodens auf der Hungerburg in 936 Metern Seehöhe und fließt südlich nach St. Nikolaus, wo er in den Inn mündet. Im Bereich der Riedgasse und der Fallbachgasse verläuft er unterirdisch kanalisiert. Er hat eine Länge von zwei Kilometern und liegt zur Gänze auf Innsbrucker Stadtgebiet.
Der Bach besitzt Gewässergüteklasse I und versorgt zwei angelegte Reservoirs mit Trinkwasser, das gesammelt wird und die Regionen St. Nikolaus und Höhenstraße mit Wasser versorgt.
Durch die Wasserentnahme führt der Bach häufig stellenweise wenig Wasser.

### Zuflüsse
- Gramartbach, rechts